# Крепость Штольпен
Крепость Штольпен (нем. Burg Stolpen) — крепость в городе Штольпен, около 20 км восточнее Дрездена. Самой известной из проживавших в крепости была графиня Козельская; кроме того в крепости умерло два мейсенских епископа, сделавших крепость своей резиденцией.

## История
Базальтная гора Стольпен лежала на границе маркграфства Мейсен со славянскими территориями восточнее реки Эльба и одновременно на перекрёстке важных торговых дорог. Первые упоминания об использовании стратегически выгодных условий для строительства укрепления датируются с начала XII века.

## Колодец
Из-за стратегической важности водоснабжения курфюрст Кристиан II в 1608 году приказал создать глубинный колодец. После 22-летней работы фрайбергские шахтёры нашли воду (это соответствует ежедневному прогрессу в 1 см). Они разогревали базальт, а потом поливали холодной водой, чтобы он треснул. Для этого ежедневно расходовали 2 м³ дров. Стоимость двух метров глубины составила порядка 140 гульденов. Для сравнения: те же два метра стоили при строительстве колодца крепости Кёнигштайн только 32 гульдена (при глубине 152,5 м и строительстве за 2 с половиной года).
Технические проблемы привели к тому, что первая вода из колодца была поднята лишь ещё через 30 лет (только трос весил 175 кг). Поскольку другая (внешняя) система водоснабжения работала экономичнее, то колодцем мало пользовались. Во время войн колодец два раза (1756 и 1813) был засыпан, в 1883 году его снова чистили. Колодец в крепости Штольпен глубиной 82 (84,39) м считается самым глубоким колодцем мира, сделанным в базальте.

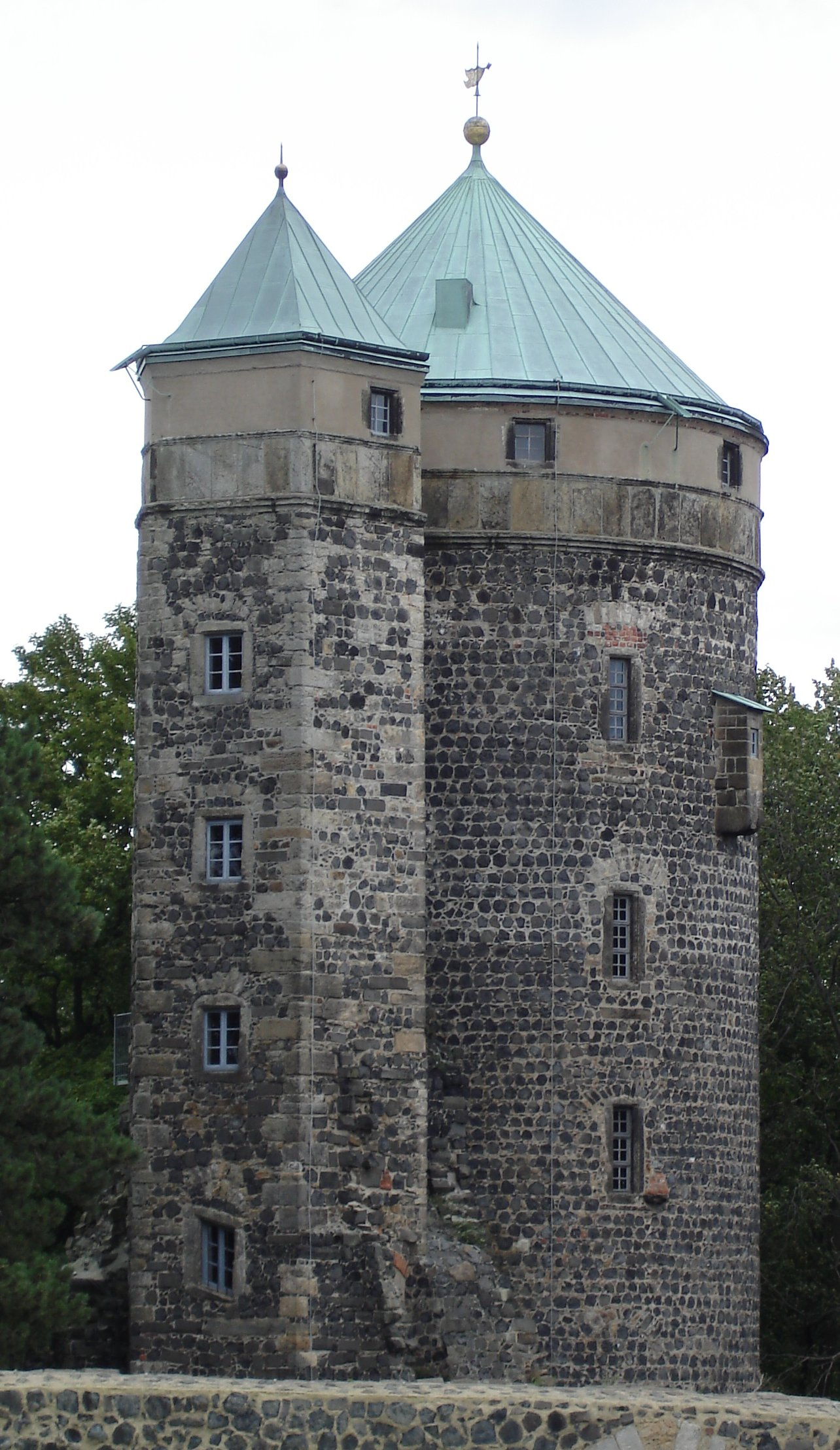
Йоханнистурм (башня графини Козельской)
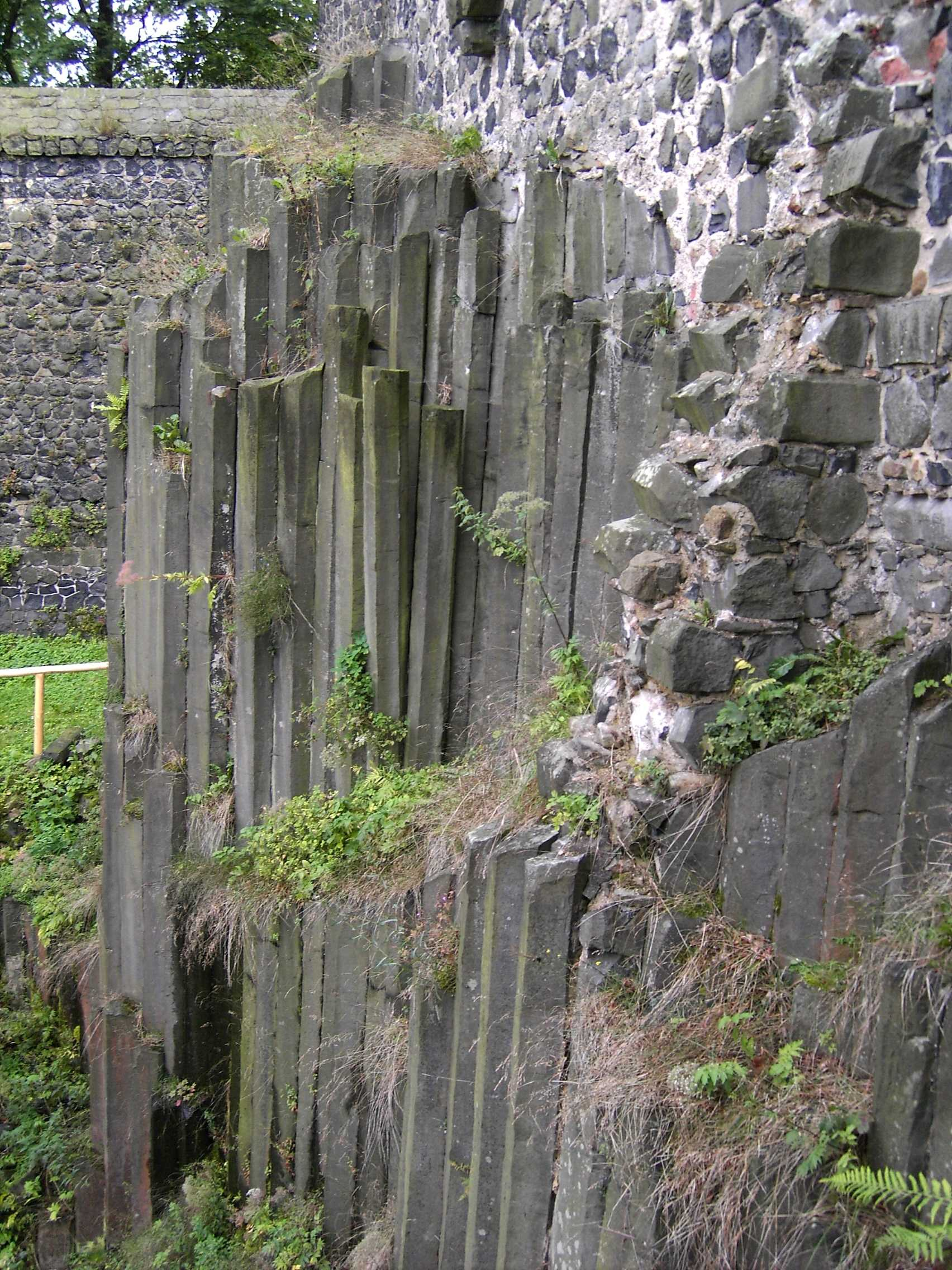
Столпы из базальта дали крепости своё название
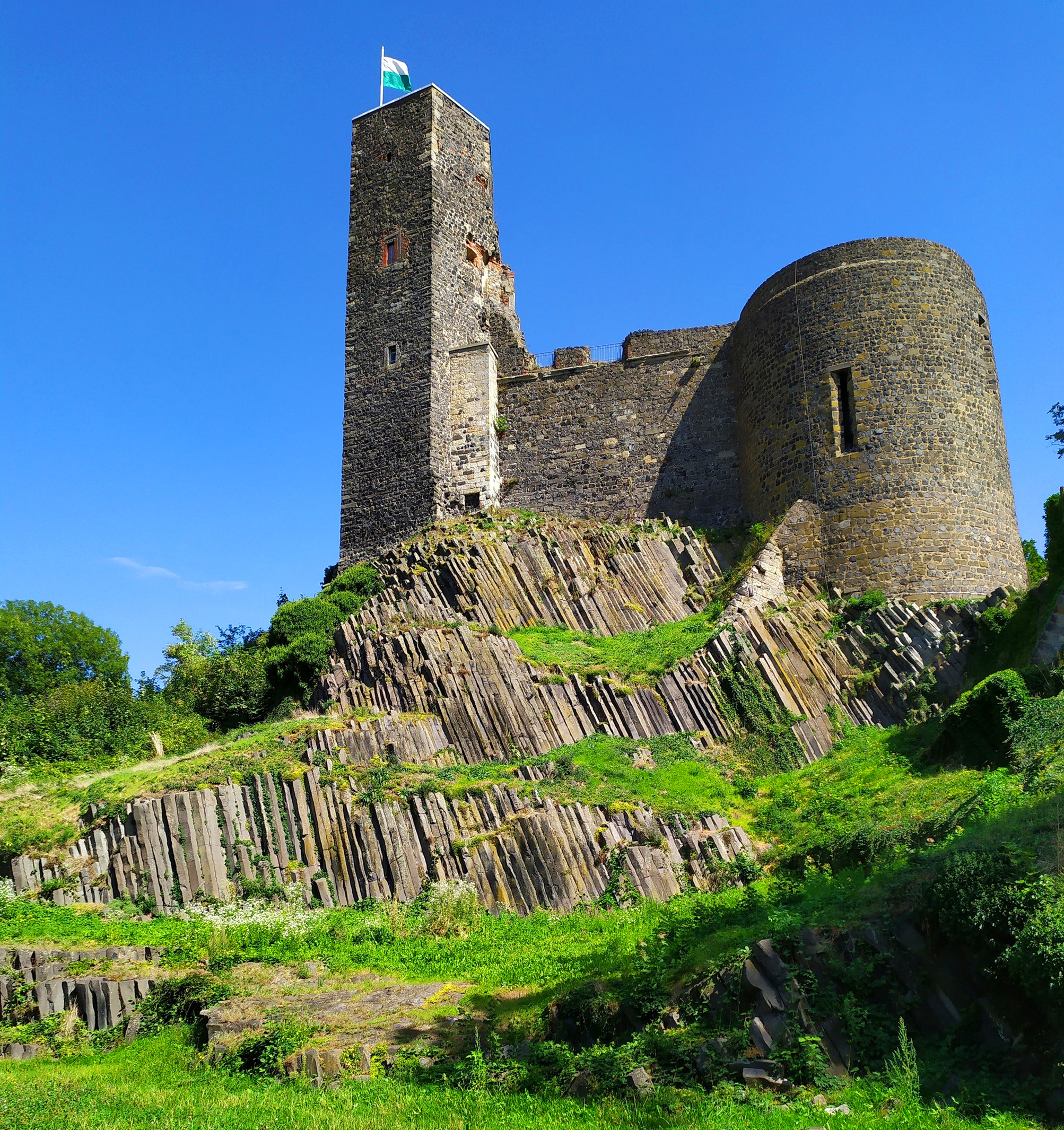
Вид на крепость с юго-западной стороны
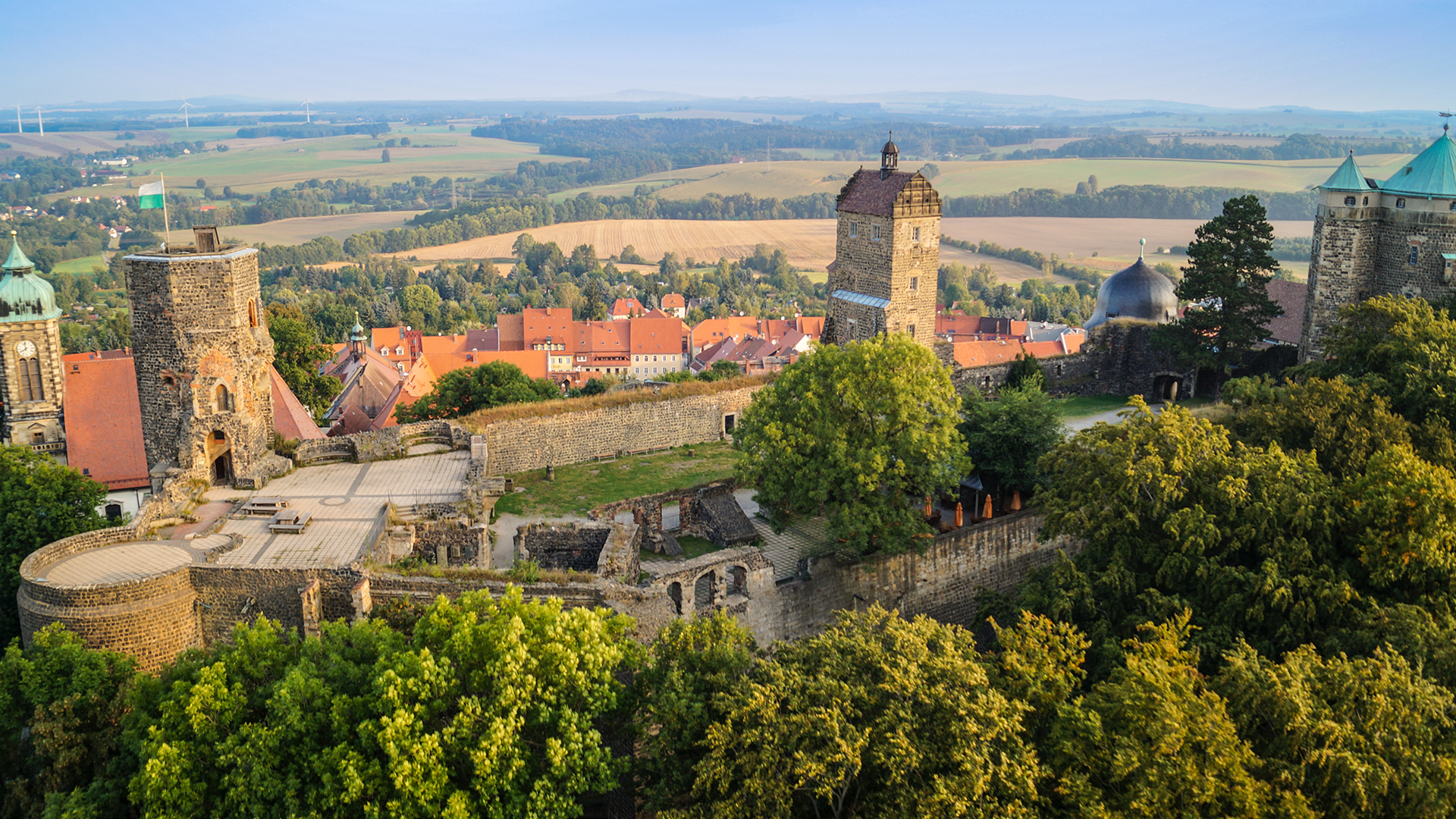
Вид на крепость сверху